# Вальядолід (Юкатан)
Вальядолід, Сакі, Саківаль (ісп. Valladolid, мая Saki, Sakival) — місто в мексиканському штаті Юкатан, адміністративний центр муніципалітету Вальядолід. Населення за переписом 2010 року становить 48 973 мешканців.

## Клімат
Місто знаходиться у зоні, котра характеризується кліматом тропічних саван. Найтепліший місяць — травень із середньою температурою 27.7 °C (81.9 °F). Найхолодніший місяць — грудень, із середньою температурою 22.6 °С (72.7 °F).
| Клімат Вальядоліда      | Клімат Вальядоліда | Клімат Вальядоліда | Клімат Вальядоліда | Клімат Вальядоліда | Клімат Вальядоліда | Клімат Вальядоліда | Клімат Вальядоліда | Клімат Вальядоліда | Клімат Вальядоліда | Клімат Вальядоліда | Клімат Вальядоліда | Клімат Вальядоліда | Клімат Вальядоліда |
| Показник                | Січ.               | Лют.               | Бер.               | Квіт.              | Трав.              | Черв.              | Лип.               | Серп.              | Вер.               | Жовт.              | Лист.              | Груд.              | Рік                |
| Абсолютний максимум, °C | 36                 | 36,5               | 40                 | 40,5               | 39,8               | 39                 | 39                 | 39,5               | 38,5               | 39,6               | 37                 | 35,5               | 40,5               |
| Середній максимум, °C   | 29,6               | 29,9               | 31,8               | 33,3               | 34,3               | 33,3               | 33,5               | 33,4               | 32,7               | 31,1               | 30,2               | 29,2               | 31,9               |
| Середня температура, °C | 23                 | 23,1               | 25,2               | 26,5               | 27,7               | 27,2               | 27,3               | 27,2               | 27,1               | 25,5               | 24,1               | 22,6               | 25,5               |
| Середній мінімум, °C    | 16,4               | 16,3               | 18,5               | 19,6               | 21,1               | 21,2               | 21,1               | 21,1               | 21,4               | 19,9               | 18                 | 16,1               | 19,2               |
| Абсолютний мінімум, °C  | 4,4                | 3,6                | 7,6                | 8,4                | 12,8               | 15,5               | 15,8               | 14                 | 17,4               | 10                 | 9                  | 4,7                | 3,6                |
| Норма опадів, мм        | 46                 | 47                 | 32                 | 39                 | 120                | 178                | 144                | 173                | 203                | 159                | 42                 | 38                 | 1221               |
| Днів з дощем            | 5,8                | 4                  | 2,2                | 3,7                | 7                  | 12,3               | 14,6               | 16                 | 16                 | 12,8               | 6,7                | 5,7                | 106,8              |
| ----------------------- | ------------------ | ------------------ | ------------------ | ------------------ | ------------------ | ------------------ | ------------------ | ------------------ | ------------------ | ------------------ | ------------------ | ------------------ | ------------------ |
| Джерело: Weatherbase    |                    |                    |                    |                    |                    |                    |                    |                    |                    |                    |                    |                    |                    |

## Історія

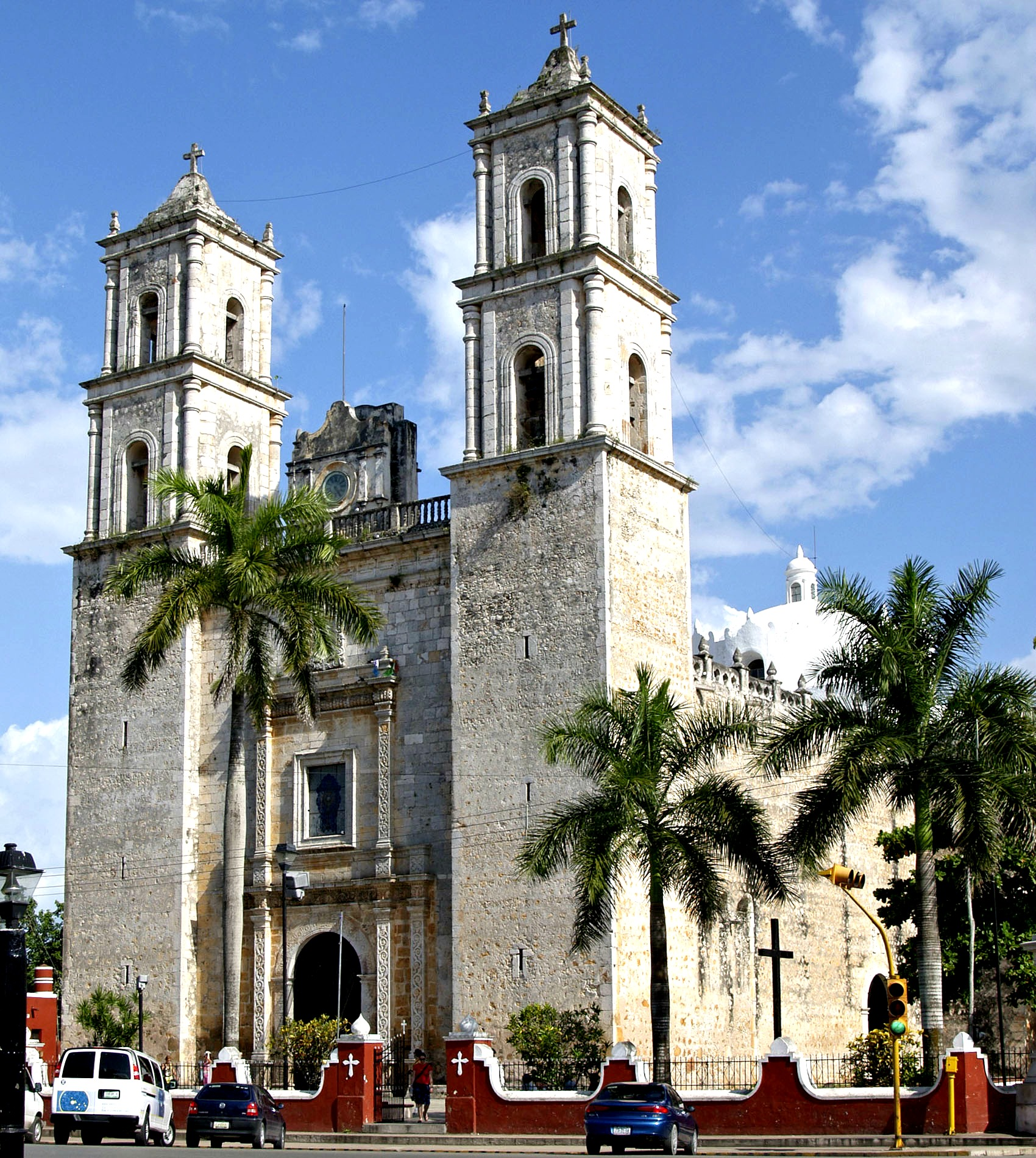
Собор Сан-Сервасіо у Вальядоліді

### Маянський період
Місто було засноване мая під назвою Сакі або Саківаль, що було церемоніальним центром усього Юкатану. Було частиною царства Копуль.
Поруч розташовано священні сеноти Сакі, Дзітнуп, Самула. Було пов'язано величними шляхами-сакбе з головними політичними та торговельними центрами Юкатану післякласичного періоду —— Чичен-Іца, Ек-Балам, Маяпан.

### Колоніальний період
У 1545 році конкістадор Франсіско де Монтего ель Собріно (тобто — «племінник») переніс сюди свою резиденцію з лагуни Човакха (де кількома роками раніше збудував містечко Вальядолід-де-Човакха). Сакі також було перейменоване на Вальядолід. Тут побудовано 7 католицьких церков, що пишнотою викликали захоплення населення. За це Вальядолід прозвали «Султаном Сходу». неподалік від міста зведено монастир Сан-Бернардіно.

### Мексиканський період
У 1847—1848 роках було місцем жорстоких зіткнень під час Юкатанської війни рас.